# Nicholas Kemboi
Nicholas Kemboi (född 25 november  1983 i Kericho, Kenya) är en idrottare från Qatar som specialiserar sig  i långdistanslöpning. Till skillnad från många andra  Kenya–födda idrottare, behöll han sitt namn vid sin övergång till landet i  Mellersta östern. Han var i februari 2024 den femte snabbaste mannen på 10 000 meter, med ett personligt rekord 26.30,03 satt 2003 vid den låga åldern 20 år. Han blev silvermedaljör i loppet vid asiatiska mästerskapen 2009.
Han tog ett steg upp till maratondistansen   2011 med personliga rekordet 2:08.01 vid Valencia Marathon. Han tog sin första seger 2013 när han vann Prag Marathon med tiden 2:08.51.

## Personliga rekord
Bana:
- 800 m  - 1.46,65 min (2006)
- 1 500 m  – 3.45,00 min (2001)
- 3 000 m  – 7.50,99 min (2005)
- 5 000 m  – 13.01,14 min (2003)
- 10 000 m  – 26.30,03 min (2003)

Landsväg:
- 8 km – 22.52 min (2002)
- 15 km – 43.56 min (2003)
- Halvmaraton - 1:02.10 (2005)
- Maraton – 2:08.01 (2011)